# 黎明橋
黎明橋（れいめいばし）は、東京都中央区にある朝潮運河にかかる橋。晴海通りが通り、南東端の晴海と北西端の勝どきとを結ぶ。橋長88.2メートル。
なお運河のすぐ北東側には、動く歩道を備えた歩行者専用の「トリトンブリッジ」が並行して架けられている。

## 橋の周辺
- 南東（晴海）側
  - 晴海アイランドトリトンスクエア
  - 黎明橋公園
  - 晴海大橋
  - 首都高速10号晴海線 晴海出入口
  - 東京都立大学法科大学院
  - 中央区立晴海中学校
  - 中央区立月島第三小学校
- 北西（勝どき）側
  - 都営地下鉄大江戸線 勝どき駅
  - 勝鬨橋（隅田川）
  - 中央区立月島第二小学校
- なお、すぐ北東側は月島橋を挟んで、もんじゃ焼きで有名な月島へとつながる。

## 近辺の橋
（上流） - 晴月橋 - 桜小橋 - トリトンブリッジ - 黎明橋 - 黎明小橋 - 黎明大橋 - 朝潮水門 - （下流）